# Marc Potts
Pour les articles homonymes, voir Potts.
Marc Potts, né le 10 octobre 1991 à Beragh (en), est un coureur cycliste irlandais. Il participe à des compétitions sur route et sur piste.

## Palmarès sur route

### Par année
- 2016
  - Shay Elliott Memorial Race
- 2017
  -  Champion d'Irlande du critérium
  - Champion d'Ulster sur route
  - PJ Logan Cup
  - Waller Cup
  - Tour of the Mournes
  - Brendan Campbell Memorial
- 2018
  - St Patrick's Day Race
  - McCann Cup
  - Annaclone GP

### Classements mondiaux
| Année           | 2015 | 2016 | 2017   | 2018 |
| --------------- | ---- | ---- | ------ | ---- |
| UCI Europe Tour | 806e |      | 1 209e | 856e |

## Palmarès sur piste

### Championnats du monde
- Apeldoorn 2018
  - 13e du scratch[4]

### Championnats nationaux
- 2017
  -  Champion d'Irlande d'omnium
- 2018
  -  Champion d'Irlande de keirin
- 2019
  -  Champion d'Irlande de l'américaine (avec Mark Downey)